# أجهزة النظام الصوتي البديل للمجال الجوي الوطني
يهدف مشروع الولايات المتحدة أجهزة النظام الصوتي البديل للمجال الجوي الوطني (NVS) , وهو جزء من نظام الجيل القادم في مجال النقل الجوي (NextGen)، إلى إنشاء مجموعة واحدة من الرموز الصوتية القابلة للتطوير التي تدعم ديناميكية تدفق حركة النقل الجوي. وتعتبر مرونة شبكة الاتصالات الصوتية أمرًا ضروريًا بالنسبة إلى إدارة الطيران الفيدرالية (FAA) وذلك لزيادة مرونة شبكة المراقبة الجوية.

## التفاصيل
يعتبر نظام الاتصالات الصوتية جزءًا أساسيًا في توفير خدمات المراقبة الجوية. يشكل كلا النوعين من الاتصالات الصوتية، الجوية أرضية والأرضية أرضية أمرًا أساسيًا لبيان الطريق ، والخدمات المقدمة في أثناء الرحلة الجوية وكذلك مجالات محطة المراقبة الجوية لرحلات الطيران من أجل توفير الأمن والنظام وأيضًا تحقيق كفاءة التدفق في النقل الجوي.
في السنوات الأولى من القرن الحادي والعشرين، تدار الاتصالات الصوتية للمراقبة الجوية بنوعيها الأرض- أرض والأرض- جو على أساسجغرافي. المعدات المستخدمة هي خليط من سبعة عشر نوعًا مختلفًا،وبعض من هذه المعدات مستخدمة بالفعل منذ 20 عامًا.
وتعتبر أجهزة الاتصالات الصوتية الحالية ثابتة بشكل كبير وقدرتها على ضبط المجال الجوي لمختلف الأحمال محدودة للغاية. وفي فصل الشتاء يكون فريق المراقبة الجوية في مدينة ميامي، فلوريدا مثقلاً بالأعمال، بينما يقل ضغط هذا العمل في بقية العام. وفي نفس تلك التوقيتات قد يقل ضغط عمل فريق المراقبة الجوية في مدينة منيابولس في فصل الشتاء بينما يصل إلى ذروته في بقية الأوقات. وفي ظل النظام غير المرن يجب أن يكون الحل في التحرك الجسدي لفرق المراقبة الجوية لمواجهة ازدياد عبء العمل.
ويهدف مشروع أجهزة النظام الصوتي البديل للمجال الجوي الوطني إلى تمكين تبادل الصوت بمرونة من خلال السماح بإعادة تشكيل المجال الجوي ديناميكيًا وفقًا لحجم العمل دون النقل الجسدي لفريق العمل. وبهذه الطريقة يمكن منطقيًا تكليف فريق المراقبة الجوية التابع لمدينة منيابولس بالعمل ثانية في ميامي دون ضرورة للتحرك الجسدي. ويؤخذ أيضًا في الاعتبار عملية التحول من الاتصالات التناظرية إلى الصوت عبر الإنترنت.

## مزايا المشروع
سوف يُمكن هذا المشروع المراقبة الجوية التابعة لإدارة الطيران الفيدرالية من تأسيس نظام اتصالات قائم على الشبكة، للتطور تجاه اتصالات مرنة وموجهة وتوفر ديناميكية إعادة تصنيف القطاعات المتخصصة وإعادة تخصيص الموارد وإعادة تصميم المجال الجوي وتحسين قدرة تدفق الطائرات.
سيقوم هذا المشروع بالآتي:
- استخدام معايير الأنظمة المفتوحة و/أو معدات البضائع الجاهزة.
- خفض جردالمعدات من أنواع الأجهزة المنتهية الصلاحية.
- خفض تكاليف الصيانة، والتدريب، والمراقبة عن طريق خفض عدد التصميمات لأجهزة الصوت.
- تحسين توفر المعدات
- تمكين التخصيص المرن للوصول إلى موارد الاتصالات لتلبية المطالب الإستراتيجية والتكتيكية.
- تمكين تعريفات بروفايل المستخدم لضمان وصول آمن إلى النظام وتمكين تنفيذ الأدوار المحددة.
- توفير قابلية التوسع
- توفير نظام تجاوز الأخطاء

## التنمية
قدمت شركة نورثروب غرومان كوربوريشين عرضًا توضيحيًا لجهاز صوت الجيل القادم للصوت عبر الإنترنت الخاص بالشركة إلى مسؤولي إدارة الطيران الفيدرالية استعدادًا لمسابقة برنامج أجهزة النظام الصوتي البديل للمجال الجوي الوطني. وكان هذا العرض التوضيحي بمثابة المرحلة الثانية من استجابة شركة نورثروب غرومان لطلب المعلومات الذي أصدرته إدارة الطيران الفيدرالية للبرنامج.m.

## وصلات خارجية
- Northrop Grumman NAS Voice Switch